# Acacia andrewsii
Acacia andrewsii é uma espécie de leguminosa do gênero Acacia, pertencente à família Fabaceae.